# Andrés Castro (fraile)
Fray Andrés Castro fue un religioso y misionero de España fallecido en 11 de diciembre de 1577.

## Biografía
Castro fue natural de Burgos, donde tomó el hábito de San Francisco de Asis, y fue maestro de novicios.
Castro era de casa muy noble y fue discípulo de los instruidos franciscanos Fray Andrés y Fray Alonso Castro y laborioso en su doctrina, viajó a México en 1542, y no solo aprendió la lengua mexicana (náhuatl) sino que fue el primer de los misioneros que se instruyó y cultivo la lengua matlazinga, una de las más dificultosas de Nueva España, y en ella predico a la población, de quien fue cuidadoso ministro durante 35 años.
Castro falleció en el convento de Toluca de Lerdo en 1577 y dejó obras escritas, estando en una biblioteca de Santiago, Tlateluco, vistas por De Souza, y otro fraile Diego Basalanque, elegido en 1623 provincial del convento de San Luis de Potosí, México, compuso una gramática y un diccionario de la lengua matlazinga, y De Souza también menciona un libro de sermones, en matlazinga, compuesto por Gerónimo Bautista, franciscano, en 1562, en el colegio de Tlateluco, en la biblioteca del colegio.

## Obras
- Vocabulario, doctrina cristiana y sermones en lengua matlazinga
- Arte de aprender las lenguas mexicanas y matlazinga
- Arte, diccionarios, sermones y catecismo en lengua matlazinga